# 에즈라 스톤

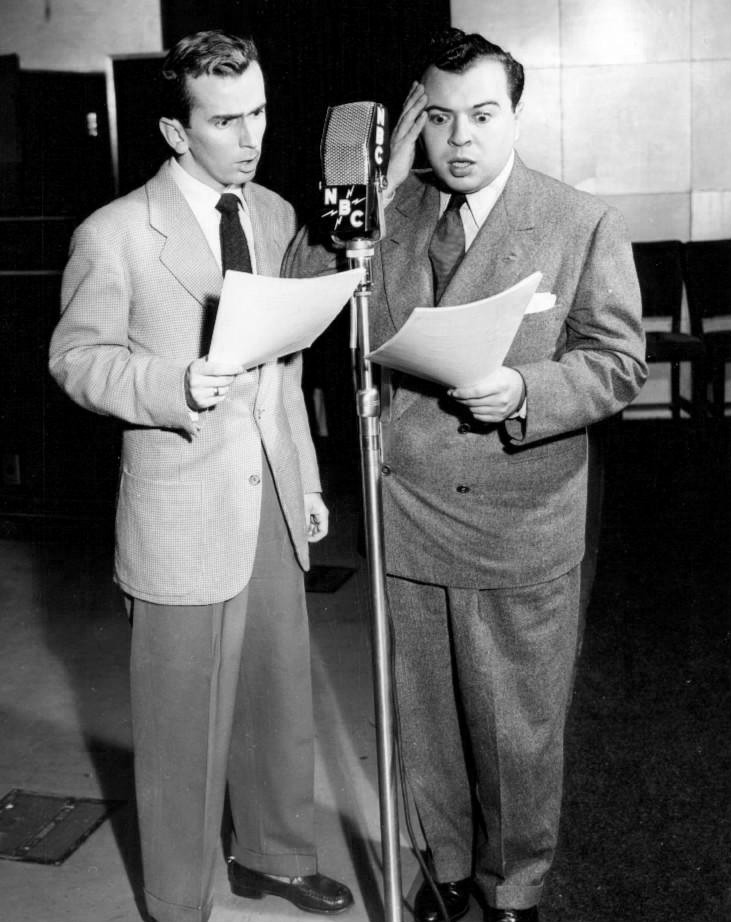

에즈라 스톤(Ezra Stone, 1917년 12월 2일 ~ 1994년 3월 3일)은 미국의 텔레비전 감독, 영화 감독, 연극 배우, 텔레비전 배우, 영화배우이다.
뉴베드퍼드에서 태어났으며 퍼스앰보이에서 사망하였다. 사인은 교통사고이다.

## 영화
- 몬스터 가족 (1981년)
- 119 구조대 (1972년)
- 우주가족 로빈슨 (1965년)
- 몬스터 가족 (1964년)
- 디스 이즈 더 아미 (1943년)